# Gospod stotnik
Gospod stotnik je črtica Ivana Cankarja, ki je bila izdana v zbirki Podobe iz sanj leta 1917. Zaznamovana je impresionistično in je predstavitev osebnega doživljanja in razmišljanja.

## Vsebina
Bilo je hladno jutro pozne jeseni in v gorah je že zapadel prvi sneg. Pripovedovalec je skozi umazano okno opazoval kasarniško dvorišče in zaznaval vse, kar se je tam dogajalo. Sredi dvorišča je stal osamljen oreh, pod njim pa vojak s osedlanim konjem.
V ravni, dolgi vrsti je stala skupina mladih, življenja polnih fantov, pripravljenih za odhod na bojišče. Stali so mirno, s pogledi uprtimi v stotnika, ki je počasi korakal pred njimi gor in dol. Bil je za glavo višji od vseh, z dolgimi, tankimi nogami in ogrnjen v ohlapen črn plašč. Za njim je s strahom v očeh hodil mlad praporščak.
Stotnik je pregledoval fante. Ustavil se je pred prvim; visok in vitek fant je odgovarjal na njegova vprašanja o družini in omenil, da ima samo še mater. Pripovedovalec je tega fanta prepoznal; nekoč je bil z vsem srcem usmerjen v svojo svetlo prihodnost. Stotnik ga je vpoklical v svojo četo, tako kot še mnoge druge iz vrste; izbiral je najmočnejše in najlepše fante, pogosto take, ki so doma imeli družino ali zaročenko. Ko je stotnik zaključil in je praporščak zapisal vsa imena izbranih, se je obrnil in pripovedovalec je uzrl njegov obraz. Bil je brez kože in mesa, z jamicami namesto oči in ostrimi zobmi, ki so se režali nad golo čeljustjo. Stotnikovo ime je bilo Smrt.
Po stotnikovem ukazu se je skupina obrnila in odpravila proti bojišču. Pred njimi je jezdil stotnik, njegov temni plašč pa se je dvigal iznad megle.

## Interpretacija
Črtice iz Podob iz sanj so nastajale v času prve svetovne vojne, zato je njihova osrednja tematika protivojna in hkrati ponazarja splošno odzivanje slovenskega človeka na "leta strahote". Cankar vojno opisuje kot grozo, krivico in strašno ponižanje človeka in se sam označuje kot prizadetega opazovalca nesmiselnega početja.
Besedilo se začne z uvodnim odstavkom, kjer avtor napove, da po pripovedoval o svojih sanjah in torej ne bo govoril o zunanjem, objektivnem svetu, vendar pa hkrati trdi, da njegove sanje izražajo resnico samo. Gre za resnico o vojni.
Nadaljuje z dogodkom, ki ga opazuje skozi okno, s katerim podkrepi to resnico. Vojno vidi, kot umiranje tistih, ki so se znašlii šele na pragu svojega življenja, in zato velik nesmisel, ki ga je ustvaril človek. Skozi pogovore z vojaki in lučjo, ki se vžge v stotnikovih očeh, avtor še dodatno poudari krutost vojne. Praporščakovo zapisovanje imen lahko razumemo kot popisovanje smrtne obsodbe. Besedilo se konča s simbolom smrti, ki živi v podobi stotnika, katere plašč se dviga visoko nad meglo, kar bi lahko prikazovalo območje, ki ga je opustošila vojna, saj je smrt povsod.
Avtor v besedilu izpostavi tri fante. Prvi je visok in vitek in v njem je polno življenja. Nima več očeta, bratov in sester, vendar doma ga še čaka mati. Stotnik ga kljub temu, ali pa prav zato, izbere in s tem le še stopnjuje tragičnost, saj bo njegova mati sedaj ostala popolnoma sama. Drugega fanta stotnik prezre, sprehodi se mimo njega, brez da bi se ozrl nanj. Po eni strani je to še bolj žalostno, saj to nakazuje, da je prešibak in preveč povprečen, da bi bil izbran. Tretji fant je opisan kot radoživ, vesel in zgovoren. Izvemo, da ga doma čaka nevesta.
Na koncu izvemo, da je gospod stotnik izbral le najmočnješe in najlepše fante, ki so polne življenjske radoživosti in smisla življenja, saj jih doma čaka nekdo, ki ga ljubijo. Avtor namenoma ustvari odpor do vojne, ki se mora bralcu zazdeti kruta, nepravična in nesmiselna.

## Slog
Slog je liričen, saj pisatelj uporablja veliko slogovnih sredstev:
- metafora (mlada lepota = fant),
- okrasni pridevki (Hladno jesensko [jutro], mastno [blato], drobnih [ušesih]),
- primera (odkobalijo v brezno, kakor se ob rani zarji škratje poskrijejo v gozd),
- inverzija (Hladno jesensko jutro je bilo ...).